# كيني ستافورد
كيني ستافورد (بالإنجليزية: Kenny Stafford)‏ هو لاعب كرة قدم أمريكية ولاعب كرة القدم الكندية أمريكي، ولد في 20 أبريل 1990 في كولومبوس في الولايات المتحدة.